# Playing with Fire (chanson de Blackpink)
Pour les articles homonymes, voir Playing with Fire.
Singles de Blackpink
Boombayah
(2016) Stay
(2016)
Playing with Fire (hangeul : 불장난 ; RR : Buljangnan) est une chanson enregistrée par le girl group sud-coréen Blackpink. Il sort le 1er novembre 2016, avec Stay, en tant que single issu du deuxième EP du groupe intitulé Square Two, via YG Entertainment. La chanson est écrite par Teddy et composée par lui aux côtés de R. Tee. Playing with Fire atteint la troisième place du Gaon Digital Chart et domine le Billboard World Digital Song Sales, et est la première chanson d'un girl group coréen à entrer dans le Canadian Hot 100.

## Contexte et version
En octobre 2016, une image teaser de Jennie est révélée, ainsi que le nom de l'un des titres principaux, Playing with Fire, suivi d'images teaser de Lisa, Rosé et Jisoo le lendemain. Le 31 octobre, la vidéo des coulisses de Playing with Fire sort.

## Performances commerciales
Playing with Fire fait ses débuts à la 3e place du Gaon Digital Chart de Corée du Sud, avec 203 263 téléchargements (atterrissant à la 2e place du Download Chart) et 3 825 893 flux (débutant à la 4e place du Streaming Chart). La semaine suivante, il tombe à la 4e place, avant d'atteindre à nouveau la 3e place au cours de sa troisième semaine. En septembre 2018, la chanson a atteint plus de 2 500 000 téléchargements numériques et 100 000 000 de streams dans le pays.
La chanson fait également ses débuts à la 1re place du classement Billboard World Digital Songs, se vendant à plus de 2 000 exemplaires aux États-Unis au cours de sa première semaine. C'est leur deuxième entrée directement à la 1re place de ce classement. Playing with Fire entre également dans le Canadian Hot 100 à la 92e place, faisant de Blackpink le premier groupe de filles sud-coréennes et seulement le cinquième groupe sud-coréen (après Psy, EXO, CL et BTS) à entrer dans le classement. Au Royaume-Uni, la chanson a atteint 10,9 millions de streams en 2019.

## Clip vidéo et promotion
Le clip de Playing with Fire est réalisé par Seo Hyun-seung, qui a déjà travaillé avec le groupe et réalisé le clip de Boombayah. Il est posté sur la chaîne YouTube officielle de Blackpink à minuit KST le 1er novembre 2016. En janvier 2023, la vidéo a été vue plus de 800 millions de fois. Blackpink publie également la vidéo de pratique de danse de Playing With Fire sur sa chaîne YouTube officielle le 4 novembre 2016. La chorégraphie est réalisée par Kyle Hanagami, qui a travaillé avec elles sur la chanson Boombayah issue de leur précédent album Square One.
Le groupe fait son retour sur scène pour les deux chansons le 6 novembre sur Inkigayo de SBS et sur M Countdown de Mnet le 10 novembre 2016.

## Distinctions
| Programme | Date             | Réf.   |
| --------- | ---------------- | ------ |
| Inkigayo  | 27 novembre 2016 | [ 12 ] |
| Inkigayo  | 4 décembre 2016  | [ 13 ] |

## Classements
| Classement (2016)                  | Meilleure position |
| ---------------------------------- | ------------------ |
| Canada (Hot 100)                   | 92                 |
| Japon (Hot 100)                    | 81                 |
| Corée du Sud (Gaon Digital Chart)  | 3                  |
| US World Digital Songs (Billboard) | 1                  |

| Classement (2016)   | Position |
| ------------------- | -------- |
| Corée du Sud (Gaon) | 71       |

| Classement (2017)   | Position |
| ------------------- | -------- |
| Corée du Sud (Gaon) | 33       |

## Historique des versions
| Région | Date              | Format                     | Étiquette        | Ref.   |
| ------ | ----------------- | -------------------------- | ---------------- | ------ |
| Divers | 1er novembre 2016 | téléchargement / streaming | YG Entertainment | [ 20 ] |